# László Ervin
László Ervin (Budapest, 1932. június 12. –) tudományfilozófus, író, eredetileg zongoraművész, a Magyar Tudományos Akadémia külső tagja. Szakterülete az általános evolúció- és rendszerelmélet és a tudományfilozófia.

## Élete
László István és Kertész Mária fiaként született középosztálybeli zsidó családban. Apja Nagyszebenről került Pécsre, és a pécsi Erzsébet Tudományegyetemen jogi végzettséget szerzett. Anyja Budapesten nőtt fel és fiatal korában zongoratanulmányokat folytatott. Szülei 1929 májusában kötöttek házasságot Budapesten. László Ervin anyai nagyapjának, Kertész (Adolf) Antalnak (1874–1936) cipőgyára volt, melynek vezetésébe meghívta vejét is, aki a nagyapa halála után átvette az üzletet.
Tanulmányait a Budapesti Evangélikus Gimnáziumban és a Nemzeti Zenedében folytatta. Már kilencéves korában, a Pesti Vigadóban adta elő első zongoraestjét a Magyar Filharmonikusok közreműködésével, emiatt zenei csodagyereknek tartották. Az 1944. márciusi német megszállást követően szüleivel egy Abonyi utcai háromszintes házba költöztek, amin több családdal is osztoztak. A nyilas hatalomátvétel után szülei Visegrádra küldték egy keresztény házaspárral, akik egy hónapon át gondját viselték. 1944 októberében édesanyjával titokban felkeresték Dohnányi Ernőt, aki elintézte számukra, hogy helyet kapjanak egy spanyol védett házban.
1947 júniusában a Liszt Ferenc Zeneművészeti Főiskolán, mindössze tizennégy évesen megkapta művészdiplomáját és ugyanebben az évben első díjat nyert a Liszt Ferenc zongoraversenyen, majd Genfben a nemzetközi zenei versenyén második helyezést ért el. 1948 tavaszán az Amerikai Egyesült Államokba költözött és 1966-ig híres zongoraművészként járta a világot.
Mivel utazásai során rengeteg kultúrával ismerkedett meg, felkeltette érdeklődését a tudomány és a filozófia is. Utóbbival először kisgyerekkorában találkozott, amikor nagybátyja Kantról mesélt neki. Utazásai közben a New York-i Columbia Egyetemnek és Társadalomkutatások Új Iskolájának szemeszterei hallgatta. 1959-ben kezdett tanulmányokat írni és 1962-ben a holland Martinus Nijhoff Kiadó könyv alakjában megjelentette ezeket. Első könyve, A társadalmi lényeg, felkeltette az európai és az amerikai filozófusok figyelmét is.[forrás?]

## Munkássága
Tudományos pályafutása a hatvanas évek elején kezdődött. 1961 és 1966 között a koncertek mellett a Fribourgi Egyetem Kelet-európai Kutatási Intézetnek tudományos munkatársaként dolgozott. 1966-ban a Yale Egyetem Filozófiai Karának meghívására visszatért az USA-ba. 1967-ben az Indiana Egyetemen vendégtanárként zenét és esztétikát, az Akron Egyetemen filozófiai tanszékén tanított. 1969-ben New York Állam Egyetemének filozófia tanára volt.
Két folyóiratot szerkesztett, a The Journal of Value Inquiry-t és a The Philosophy Forum-ot, ezek mellett rengeteg könyvet írt, így 1970-ben elismerésképpen megkapta a párizsi Sorbonne Egyetem bölcsészeti és humanisztikai doktori címet.
1972-ben a Princetoni Egyetemen előadásokat tartott a nemzeti kapcsolatokban alkalmazható általános rendszerfilozófiáról. Ekkor kezdett el foglalkozni a biológiai és fizikai fejlődés nézeteit, az emberi és társadalmi fejlődéssel egyesítő elméletével. Ennek eredményeképpen Aurelio Peccei felkérte, hogy a Római Klub számára készítsen egy tervezetet arról, mi legyen a kormányok, közösségek, üzletemberek feladata az 1970-es és 80-as években. Eme óriási munkához százharminc munkatársat kapott a világ számos országából.
Egyetemi katedráját ezután felcserélte az ENSZ Továbbképzési és Kutatási Intézetének (United Nations Institute for Training and Research, UNITAR) igazgatói székével. 1977-ben megjelent a Célok az emberiség számára című könyve. 1979-ben ismét az UNITAR számára dolgozott a nemzetközi társadalmi és gazdasági együttműködés programján. Ezzel kapcsolatban összesen 21 kötete jelent meg.
1984-től olaszországi házában, a legtöbb szabadidejében saját elméletei kidolgozásával foglalkozott a természet és társadalom egységességével kapcsolatban. A nyolcvanas években globális problémákról és saját fent említett elméleteiről publikált.
László Ervin tagja volt a Római Klubnak, a Nemzetközi Tudományos Akadémiának (International Academy of Science) és a Művészeti és Tudományos Világakadémiának (World Academy of Arts and Science). 1996-ban az Európai Evolúciós Ügyvezetés és Felsőfokú Tudományok Akadémiájának (The European Academy of Evolutionary Management and Advanced Studies) rektora, az Európai Kulturális Hatásokat Kutató Társulás (Europan Culture Impact Research Consortium) főtitkára, az UNESCO főigazgatójának tanácsadója és ő alapította a Budapest Klubot.
1999-ben többedmagával közreműködőként szerepelt a Világokon át – Barangolás a metafizika birodalmában sorozat első, Az anyag: káprázat, vagy valóság? című részében. Az epizódban megszólaltatott további személyek Héjjas István, Dúl Antal, Dr. Gelléri Júlia, Paulinyi Tamás és Szepes Mária voltak.
2002 márciusában a Pécsi Tudományegyetem Közgazdaságtudományi Karának és Természettudományi Karának díszdoktora lett.
2006 decemberében László Ervin kiadta a Káoszpont című könyvét, mely a globális felmelegedési válságról szól.
Honlapjának állítása szerint kétszer jelölték Nobel-békedíjra, azonban a Nobel-békedíj jelöltjeinek nevét a díjat odaítélő bizottság 50 évig titkosan kezeli, az erre vonatkozó állításoknak nincs hivatalos rangja.
2010-ben a Magyar Tudományos Akadémia Gazdaság- és Jogtudományok Osztályának külső tagja lett. Az akadémiai székfoglaló előadásának címe: "Globális fenntarthatóság rendszerelméleti megvilágításban".
A szkeptikusok több alkalommal kritikákat fogalmaztak meg a jelenlegi tudományos paradigmával ütköző kijelentései miatt.

## Magyarul megjelent művei
- Zene, rendszerelmélet, világrend; ford. Balassa Klára, Csontos László, Hernádi András; Gondolat, Budapest, 1986
- Döntés előtt; előszó Federico Mayor; KIT Képzőművészeti Kiadó, Budapest, 1994
- Kozmikus kapcsolatok. A harmadik évezred világképe; ford. Dienes Gedeon, utószó Sági Mária; Magyar Könyvklub, Budapest, 1996
- Harmadik évezred. Veszélyek és esélyek. A Budapest Klub első jelentése; előszó Vitányi Iván, ford. Bori Erzsébet; Új Paradigma, Budapest, 1998
- A tudat forradalma. Két nap beszélgetés Stanislav Grof, László Ervin és Peter Russell között; szerk. László Ervin, előszó Ken Wilber, utószó Yehudi Menuhin; Új Paradigma, Szentendre, 1999
- Izgalmas idők. Felelősségteljes élet az új évezredben; ford. Greguss Ferenc, előszó Peter Ustinov, utószó Arthur C. Clarke; Magyar Könyvklub, Budapest, 1999
- A rendszerelmélet távlatai; ford. Gerner József; Magyar Könyvklub, Budapest, 2001
- Meg tudod változtatni a világot. Közös sorsunk kézikönyve; ford. Greguss Ferenc; Magyar Könyvklub, Budapest, 2002
- Káoszpont. Válaszút előtt a világ; ford. Rédai Gábor; Budapest Klub Alapítvány–Kossuth, Budapest, 2006
- Világváltás. A változás harmonikus útja; ford. Vargha Dániel, Halmos Márta; Nyitott Könyvműhely, Budapest, 2008
- Új világkép. A tudatos változás kézikönyve; ford. Tesfay Sába; Nyitott Könyvműhely, Budapest, 2009
- A kozmosz intelligenciája. Miért vagyunk a világon? Új válaszok a tudományok határmezsgyéjéről; Angyali Menedék, Budapest, 2018
- László Ervin–Anthony Peake: A halhatatlan tudat. A tudomány és az agyon kívüli tudatosság; Angyali Menedék, Budapest, 2018
- László Ervin–Pier Mario Biava: Információs gyógyítás; Angyali Menedék, Budapest, 2022
- A tudatos fejlődés útja. Hogyan tovább a bolygón?; Angyali Menedék, Budapest, 2023